# La guerra dei bottoni (film 2011)
La guerra dei bottoni (La nouvelle guerre des boutons) è un film del 2011 diretto da Christophe Barratier.
La pellicola è un remake dell'omonimo film del 1962 diretto da Yves Robert, liberamente ispirato al romanzo di Louis Pergaud, ambientato durante la seconda guerra mondiale, nella Francia di Vichy, alcuni mesi prima dello sbarco in Normandia.

## Trama
Tra i ragazzi di Longeverne e Verlans, due vicini villaggi della provincia francese, non corre buon sangue e spesso sorgono tra loro schermaglie che sfociano in vere e proprie battaglie combattute con bastoni e fionde. Per umiliare gli avversari, quelli che vengono presi prigionieri vengono privati di lacci, cinture e bottoni e rimandati a casa reggendosi i calzoni con le mani.
Nella scuola di Longeverne, intanto, arriva una ragazzina che, come si scoprirà, è ebrea. Il coraggio e la determinazione dei ragazzi, delle loro famiglie e del maestro riusciranno a metterla in salvo dai miliziani collaborazionisti che cercano di arrestarla.

## Accoglienza
A giugno 2020, il film detiene un punteggio di approvazione del 25% sul sito web di aggregazione di recensioni Rotten Tomatoes, basato su 24 recensioni, con una valutazione media di 4,82 su 10. Su Metacritic, che assegna un punteggio normalizzato su 100 alle recensioni della critica di tendenza, il film ha ricevuto un punteggio medio di 41 su 100, basato su 14 recensioni, indicando "recensioni contrastanti o medie". La pellicola ha incassato 13,9 milioni di dollari al box office.